# Mike Pouncey
Pour les articles homonymes, voir Pouncey.
(en) Statistiques sur pro-football-reference
James Michael « Mike » Pouncey , né le 24 juillet 1989 à Ardmore dans l'état de l'Oklahoma, est un ancien joueur américain de football américain.

## Biographie
Il joue de 2007 à 2010 son football universitaire avec les Gators de la Floride.
En 2011, il est sélectionné 15e lors de la draft par les Dolphins de Miami.
Depuis 2011, cet offensive guard et centre joue pour les Dolphins de Miami dans la National Football League (NFL).

## Vie personnelle
Son frère jumeau, Maurkice Pouncey, joue avec les Steelers de Pittsburgh.